# I. Übergangsregierung Osttimors
Die I. Übergangsregierung Osttimors (I UNTAET Transitional Government) war die erste von den Vereinten Nationen eingesetzte Regierung Osttimors, die 2000 die Regierungsgewalt nach dem Ende der indonesischen Besatzung (1975–1999) übernahm.

## Geschichte
Im September 1999 landeten internationale Truppen der INTERFET unter australischer Führung im bis dahin von Indonesien besetzten Osttimor und übernahmen die Kontrolle. Mit der Resolution des Weltsicherheitsrates 1272 wurde die UN-Übergangsverwaltung UNTAET am 25. Oktober bemächtigt, ab dem 14. Februar 2000 den Wiederaufbau des Landes zu organisieren und die Militärmission INTERFET abzulösen. Am 17. November 1999 übernahm Sérgio Vieira de Mello als neuer UN-Sondergesandter in Dili seine Aufgabe als Übergangsverwalter Osttimors.
Im Dezember 1999 wurde der 15-köpfige National Consultative Council (NCC) geschaffen, der die Bevölkerung Osttimors in der Verwaltung vertreten sollte. Am 23. Februar 2000 ging das militärische Kommando von INTERFET auf UNTAET über. Am 12. Juli 2000 stellte der NCC das Kabinett der I. Übergangsregierung Osttimors auf. Auch wenn die Auswahl der osttimoresischen Mitglieder de jure Mello zustand, überließ er diese Xanana Gusmão, dem Präsidenten des Conselho Nacional de Resistência Timorense (CNRT), der Dachorganisation der Unabhängigkeitsbewegung Osttimors.
Bereits am 21. Juni 2000 vereinbarten UNTAET und der CNRT die Neuordnung des NCC zum ab Oktober 2000 tagenden 33-köpfigen National Council (NC). Die Mitglieder des NC, wie zuvor die Mitglieder des NCC, wurden von Administrator Mello ernannt. Am 23. Oktober wurde Xanana Gusmão zum Sprecher des NC gewählt. Die Nationaluniversität Osttimors (UNTL) wurde am 15. November wieder eröffnet. Als Xanana Gusmão am 29. März 2001 sein Mandat niederlegte, wechselte José Ramos-Horta vom Amt des Außenministers in den NC. Neuer Sprecher des NC wurde Manuel Carrascalão.
Am 15. Juli 2001 trat Ana Pessoa Pinto als Ministerin der Inneren Verwaltung zurück. Sie wollte bei den Wahlen zur verfassunggebenden Versammlung am 30. August teilnehmen. Ihr Nachfolger wurde Florindo Pereira.

## Mitglieder der Regierung
| I. Übergangsregierung 12. Juli 2000 – 19. September 2001 |                                          |                                                      |
| Foto                                                     | Namen                                    | Posten                                               |
|                                                          | Sérgio Vieira de Mello (UN)              | Administrator                                        |
|                                                          | Peter W. Galbraith (UN)                  | Minister für Politische Angelegenheiten              |
|                                                          | Jean-Christian Cady (UN)                 | Minister für Polizei und Notdienste                  |
|                                                          | Michael Francino (UN)                    | Minister für Finanzen                                |
|                                                          | Gita Honwana Welch (UN)                  | Minister für Justiz                                  |
|                                                          | José Ramos-Horta (parteilos)             | Minister für Außenpolitik (bis 2. April 2001)        |
|                                                          | Mari Alkatiri (FRETILIN)                 | Minister für Wirtschaft                              |
|                                                          | Ana Pessoa Pinto (FRETILIN)              | Ministerin für Innere Verwaltung (bis 15. Juli 2001) |
|                                                          | Florindo Pereira (PD)                    | Minister für Innere Verwaltung (ab 15. Juli 2001)    |
|                                                          | João Viegas Carrascalão (UDT)            | Minister für Infrastruktur                           |
|                                                          | Filomeno Jacob Abel (Katholische Kirche) | Minister für Soziales                                |